# حبسة راطنة
الحبسة الراطنة (أو الحبسة الاصطلاحية) هي نوع من الحبسة الكلامية التي يكون فيها كلام المريض غير مفهوم، ولكن يبدو أنه منطقي بالنسبة له. الأشخاص الذين يعانون من هذه الحالة إما أن يستبدلوا الكلمة المرغوبة بأخرى تبدو أو تشبه الكلمة الأصلية، أو يصلونها بها بطريقة أخرى، أو يستبدلونها بأصوات عشوائية. غالبًا ما يستخدم الأشخاص المصابون بالحبسة الراطنة المصطلحات المستحدثة، وقد يداومون على استبدال الكلمات التي لا يجدون أصواتًا لها.

## الأسباب
عادة ما يكون الأشخاص المصابون بالحبسة الراطنة من كبار السن و/أو الأشخاص الذين تعرضوا لتلف في أجزاء معينة من الدماغ. من أسباب ذلك:
- السكتة الدماغية.
- إصابات رضية في الدماغ.
- الصرع.
- صداع نصفي (شقيقة).
- ورم في المخ.
- مرض ألزهايمر.
- مرض باركنسون.

نظرًا إلى أن الحبسة الراطنة مرتبطة بحبسة فيرنكا الاستقبالية، فهي تحدث عادةً بسبب أذية في الفص الصدغي، وبشكل أكثر تحديدًا منطقة فيرنكا. بعد تشخيص الحالة، يُستخدَم التصوير المقطعي المحوسب أو التصوير بالرنين المغناطيسي لتحديد مكان وشدة تلف الدماغ الذي تسبب في فقدان القدرة على الكلام.
يوجد حالات تطورت فيها الحبسة الكلامية بعد تلف أصاب النصف المخي الأيمن فقط. هذه الحالات قليلة ومتباعدة، وعادة ما تنطوي على ظروف فريدة للمريض. وغالبًا ما تكون ناتجة عن اختلاف تنظيم الدماغ بين الأشخاص، أو عن اعتماد أكثر من المعتاد على النصف الأيمن من الدماغ.

## العلاج
الطريقة الوحيدة لعلاج الحبسة هي الاستعانة بأخصائي أمراض النطق واللغة (SLP). لن يؤدي ذلك إلى استعادة مستوى الاتصال السابق عند الشخص تمامًا، ولكن قد يؤدي استخدام أسلوب النطق واللغة إلى تحسن هائل في القدرة على الكلام في حالة الحبسة الراطنة. يحقق عادة متلقو هذا العلاج استخدامًا أفضل للقدرات اللغوية المتبقية، ويطورون مهارات لغوية محسنة، وقدرة على التواصل بطريقة مختلفة، عن طريق تعويض الكلمات المفقودة في كلامهم بطريقة مناسبة.
إحدى الطرق المحددة التي أثبتت أنها تؤدي إلى تحسن في حالة المريض هي تحليل المكونات الصوتية. يميل المشاركون في علاج تحليل المكونات الصوتية إلى تحسين القدرة على تسمية عناصر محددة بمساعدة الاختصاصيين، وتقليل استخدام الكلمات المغلوطة لوصف العناصر التي يريدون ذكرها. بعد رؤية النتائج الواعدة لهذا النوع من العلاج، ساد الكثير من التفاؤل في هذا المجال على أمل تطوير المزيد من طرق العلاج للحبسة الراطنة.

## تاريخ
يعتقد أن جون هيوغلينغز جاكسون هو الشخص الذي ساهم في البداية بمصطلح «الراطنة» في علم الحبسات. لم يُستخدم هذا المصطلح للتمييز بين أنواع منفصلة من الحبسة الكلامية، ولكن لوصف الناتج اللغوي لبعض الأشخاص الذي لا معنى له وغير مفهوم للمستمع، على الرغم من أنه يظهر للمتحدث أنه ذو معنى.

## معانٍ وأنواع أخرى
يوجد العديد من المعاني للحبسة الراطنة. غطى المصطلح منذ أطلقه جون هيوغلينغز جاكسون مجموعة واسعة من السلوكيات اللفظية المتشابهة واستخدم لوصف العديد من الاضطرابات النفسية المختلفة. يصفها البعض أنها تحدّث الشخص «بلغة مشوشة وغير مفهومة»، أو «بلهجة غريبة» أو «بربرية»، أو «لغة هجينة»، ويمكن الإشارة إليها على أنها لغة طنانة تتميز بإطالات وكلمات طويلة. أدت ملاحظة هذه السلوكيات إلى تفرع أنواع مختلفة من الحبسات الراطنة.
- الرطانة الحديثة: هي تكلم لغة تحتوي على كلمات غير موجودة أصلًا، ولا علاقة لها بما يحاول المريض نقله.
- الرطانة الصوتية: هي تكلم لغة تحتوي على كلمات غير صحيحة مرتبطة صوتيًا بما يحاول المريض نقله.
- الرطانة الدلالية: هي تكلم لغة خالية من المحتوى وتتكون من كلمات موجودة، وحقيقية لكنها غير مناسبة بحسب سياق الموقف.

توجد كل هذه الأنواع من الرطانات في الحبسة الكلامية، والتي يمكن التعامل معها بشكل أكثر شيوعًا على أنها أشكال لحبسة فيرنكا الاستقبالية.